# بول مكمولين
بول مكمولين (بالإنجليزية: Paul McMullen)‏ هو منافس ألعاب قوى أمريكي، ولد في 19 فبراير 1972.

## وصلات خارجية
- بول مكمولين على موقع الاتحاد الدولي لألعاب القوى (الإنجليزية)
- بول مكمولين على موقع أوليمبيديا (الإنجليزية)